# Burni Alur Talu
Burni Alur Talu är ett berg i Indonesien.   Det ligger i provinsen Aceh, i den västra delen av landet, 1 600 km nordväst om huvudstaden Jakarta. Toppen på Burni Alur Talu är 1 886 meter över havet.
Terrängen runt Burni Alur Talu är bergig åt sydost, men åt nordväst är den kuperad.Runt Burni Alur Talu är det mycket glesbefolkat, med 4 invånare per kvadratkilometer. I omgivningarna runt Burni Alur Talu växer i huvudsak städsegrön lövskog.